# Elina Netšajeva
Elina Netšajeva vagy Elina Nechayeva, (Tallinn, 1991. november 10. –) észt operaénekesnő. Ő képviselte Észtországot a 2018-as Eurovíziós Dalfesztiválon, Lisszabonban, a La forza című dallal. Az első elődöntőben az ötödik, míg a döntőben a nyolcadik helyen végzett.

## Pályafutása
2011-ben végzett a Tallinni Francia Középiskolában. Ezt követően az Észt Színművészeti és Zenei Akadémián tanult ének szakon, ahol 2016-ban végzett. 2014-ben részt vett az ETV 2014-es Klasszikus csillagok versenyén, ahol a legjobb három versenyző közé került. 2017-ben az ETV Eesti Laul című eurovíziós nemzeti dalválasztó verseny egyik elődöntőjének házigazdája volt Marko Reikoppal közösen, amit egy évvel később versenyzőként megnyert a La forza című dallal.
2020-ban szerepelt az Eurovíziós Dalfesztivál: A Fire Saga története című amerikai filmben. Később az Álarcos énekes című műsor észt változatának második évadában lett második a főnix jelmezben.
2022-ben Remedy című dalával újra jelentkezett az Eesti Laulba, ahol a döntőben a nyolcadik helyen végzett, így nem ő képviselhette Észtországot az Eurovíziós Dalfesztiválon.